# Boris Juraga
Boris Juraga é um diretor de arte estadunidense. Venceu o Oscar de melhor direção de arte na edição de 1964 por Cleopatra, ao lado de John DeCuir, Jack Martin Smith, Hilyard M. Brown, Herman A. Blumenthal, Elven Webb, Maurice Pelling, Walter M. Scott, Paul S. Fox e Ray Moyer.